# Liste der Biografien/Kard
Liste der Biografien |
Portal Biografien |
Personensuche
# |
A |
B |
C |
D |
E |
F |
G |
H |
I |
J |
K |
L |
M |
N |
O |
P |
Q |
R |
S |
T |
U |
V |
W |
X |
Y |
Z |
?
 
Ka |
Kb |
Kc |
Kd |
Ke |
Kf |
Kg |
Kh |
Ki |
Kj |
Kl |
Km |
Kn |
Ko |
Kp |
Kr |
Ks |
Kt |
Ku |
Kv |
Kw |
Ky |
Kx |
Kz
 
Kaa–Kag |
Kah |
Kai |
Kaj |
Kak |
Kal |
Kam |
Kan |
Kao |
Kap |
Kar |
Kas |
Kat |
Kau |
Kav |
Kaw |
Kay |
Kaz
 
Kara |
Karb |
Karc |
Kard |
Kare |
Karf |
Karg |
Karh |
Kari |
Karj |
Kark |
Karl |
Karm |
Karn |
Karo |
Karp |
Karr |
Kars |
Kart |
Karu |
Karv |
Karw |
Kary |
Karz
Die Liste der Biografien führt alle Personen auf, die in der deutschsprachigen Wikipedia einen Artikel haben. Dieses ist eine Teilliste mit 60 Einträgen von Personen, deren Namen mit den Buchstaben „Kard“ beginnt.

## Kard

### Karda
- Kardach, Siegbert (* 1940), deutscher Schriftstellerarzt
- Kardaetz, Hartmut (1943–2023), deutscher Rennrodel- und Bobsportfunktionär
- Kardam, Herrscher über Bulgarien (777–802)
- Kardamakis, Arsenios (* 1973), griechisch-österreichischer Geistlicher, orthodoxer Metropolit des ökumenischen Patriarchats in Wien
- Kardan, Jaleh (* 1990), iranische Diskuswerferin
- Kardanow, Murat Nausbijewitsch (* 1971), russischer Ringer
- Kardapolzawa, Wolha (* 1966), belarussische Geherin
- Kardar, A. J. (1926–2002), pakistanischer Regisseur, Produzent und Drehbuchautor
- Kardar, Abdul Rashid (1904–1989), indischer Filmregisseur und Filmschauspieler
- Kardas, Dan, kanadischer Skispringer
- Kardas, Marian (* 1962), polnischer Volleyballspieler
- Kardaschow, Nikolai Semjonowitsch (1932–2019), russischer Astrophysiker und Vorstand des Space Research Institute
- Kardashian, Khloé (* 1984), US-amerikanisches Model und Schauspielerin
- Kardashian, Kim (* 1980), US-amerikanische MedienpersönlichkeitKim Kardashian (* 1980)

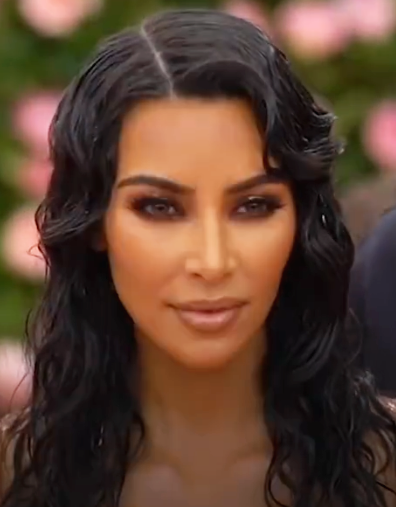
Kim Kardashian (* 1980)

- Kardashian, Kourtney (* 1979), US-amerikanische Reality-Soap-Teilnehmerin und Unternehmerin
- Kardashian, Rob (* 1987), US-amerikanischer Fernsehdarsteller
- Kardashian, Robert (1944–2003), US-amerikanischer Strafverteidiger und Unternehmer
- Kardasz, Klaudia (* 1996), polnische Leichtathletin
- Kardawa, Sosia (* 2001), georgische Tennisspielerin

### Karde
- Karde, Lars-Christian (* 1975), deutscher Radio- und Fernsehmoderator
- Karde, Otto F. (1907–1993), deutscher Politiker (CDU), MdL
- Kärde, Rebecka (* 1991), schwedische Literaturkritikerin
- Kardec, Allan (1804–1869), französischer SpiritistAllan Kardec (1804–1869)

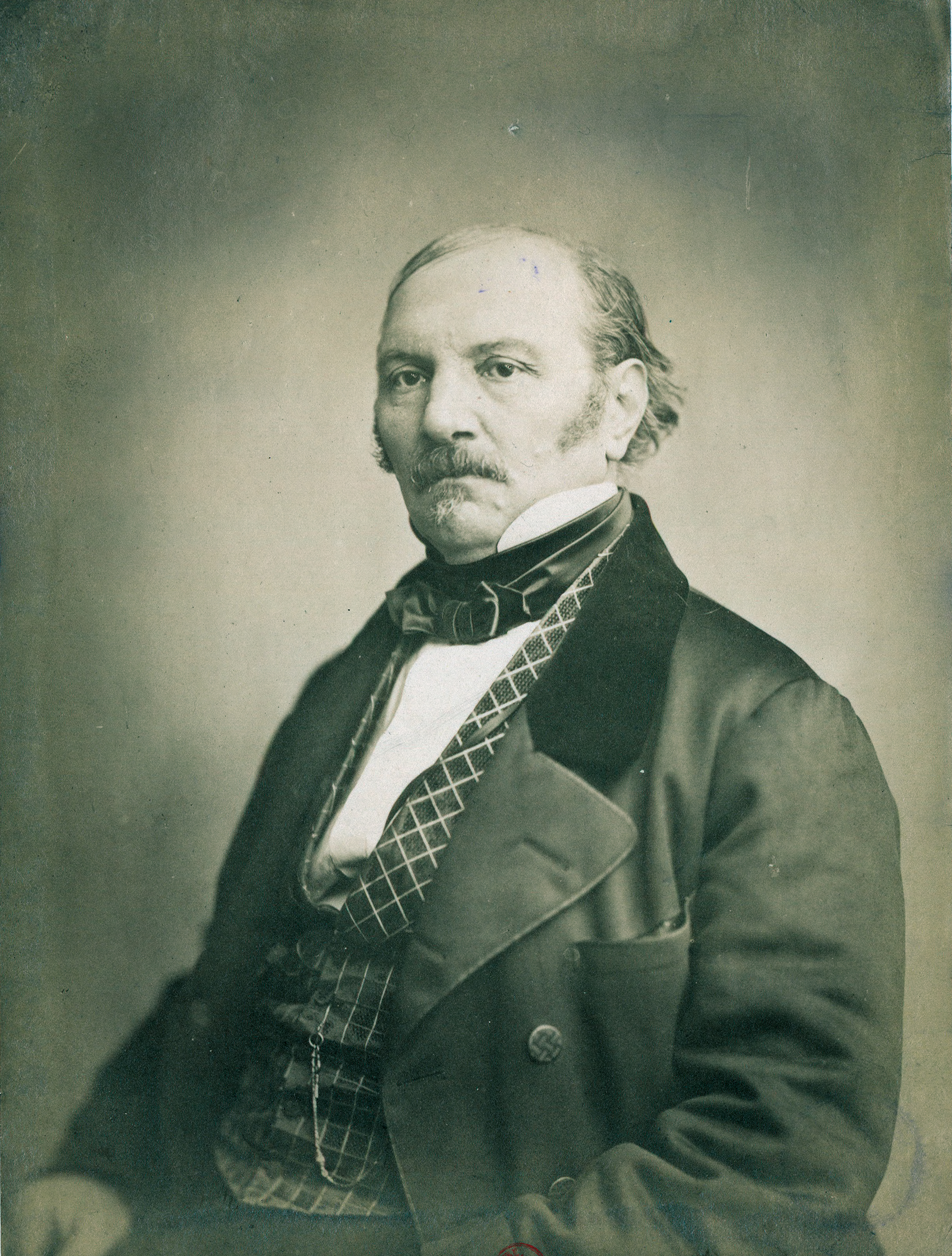
Allan Kardec (1804–1869)

- Kardeis, Michaela (* 1972), österreichischer Jurist, Landespolizeivizepräsidentin von Wien
- Kardel, Harboe (1893–1982), deutscher Autor, Chefredakteur
- Kardel, Johann Hinrich (1797–1880), deutscher Lehrer und Seminarlehrer
- Kardelis, Kęstutis (1944–2020), litauischer Sportpädagoge und Hochschullehrer
- Kardelj, Edvard (1910–1979), jugoslawischer Politiker
- Kardeşler, Erce (* 1994), türkischer Fußballtorhüter
- Kardeşler, Vildan (* 1998), deutschtürkische Fußballspielerin
- Kardesoglu, Ridvan (* 1996), liechtensteinischer Fussballspieler

### Kardi
- Kardin, Alexander (1917–1994), deutscher Künstler
- Kardinal Offishall (* 1976), kanadischer Rapper
- Kardinal, Josef (1937–2010), deutscher Kunstmaler
- Kardiner, Abram (1891–1981), US-amerikanischer Psychoanalytiker, Psychiater und Sozialanthropologe
- Karding, Ernst (1879–1964), deutscher Jurist, Stadtkämmerer von Berlin, Mitgründer und Direktor der Deutschen Hypothekenbank

### Kardo
- Kardong, Don (* 1948), US-amerikanischer Langstreckenläufer
- Kardorff, Augustin Nicolaus von (1756–1820), deutscher Offizier in dänischen Diensten
- Kardorff, Bernd (* 1967), deutscher Dermatologe, Allergologe und Umweltmediziner
- Kardorff, Carl Emil von (1795–1864), deutscher Verwaltungsjurist in dänischen Diensten und der letzte dänische Landdrost im Herzogtum Sachsen-Lauenburg
- Kardorff, Friedrich Carl Ludwig von (1812–1870), deutscher Verwaltungsjurist und 1849/50 Mitglied der Mecklenburgischen Abgeordnetenversammlung
- Kardorff, Friedrich von (1791–1867), deutscher Offizier in dänischen Dienst und Gutsbesitzer in Mecklenburg
- Kardorff, Hermann von († 1677), dänischer Soldat und deutscher Hofbeamter
- Kardorff, Konrad von (1877–1945), deutscher Maler
- Kardorff, Radolf von (1881–1967), deutscher Diplomat
- Kardorff, Siegfried von (1873–1945), deutscher Verwaltungsjurist und Politiker (DNVP, DVP), MdR
- Kardorff, Ursula von (1911–1988), deutsche Journalistin und Schriftstellerin
- Kardorff, Uta von (1921–2009), deutsche Journalistin und Schriftstellerin
- Kardorff, Wilhelm von (1828–1907), preußisch-deutscher Politiker, MdR
- Kardorff-Oheimb, Katharina von (1879–1962), deutsche Politikerin (DVP), MdRKatharina von Kardorff-Oheimb (1879–1962)

Katharina von Kardorff-Oheimb (1879–1962)

- Kardoš, Dezider (1914–1991), slowakischer Komponist
- Kardos, Gene (1899–1980), US-amerikanischer Jazz-Musiker und Bandleader
- Kardos, István (1891–1975), ungarischer Komponist, Dirigent, Gesangspädagoge, Pianist und Jazz-Musiker
- Kardos, János (1801–1873), slowenischer Schriftsteller und Übersetzer
- Kardos, Tivadar (1921–1998), ungarischer Schachkomponist
- Kardos, Ursula (1898–1971), ungarische Hellseherin
- Kardowski, Dmitri Nikolajewitsch (1866–1943), russischer Maler und Illustrator

### Kardu
- Karduck, Manfred (* 1939), deutscher Priester, Lehrer sowie Chor- und Orchesterleiter
- Kardum, Ivan (* 1987), kroatischer Fußballspieler
- Kardum, Teo (* 1986), kroatischer Fußballspieler